# Nhóm ngôn ngữ Đồng – Thủy
Ngữ chi Đồng-Thủy (tiếng Trung: 侗水語支; bính âm: Dòng-Shǔi) là một nhánh ngôn ngữ Tai-Kadai, hiện diện chủ yếu ở đông Quý Châu, tây Hồ Nam, bắc Quảng Tây tại miền Nam Trung Quốc. Cũng có một ít người nói ngôn ngữ Đồng-Thủy ở miền Bắc Việt Nam và Lào.

## Phân loại
Ngữ chi Đồng-Thủy gồm chừng chục ngôn ngữ. Solnit (1988) coi tiếng Lấp Già và tiếng Bêu là những ngôn ngữ gần gũi với nhóm Đồng-Thủy.
Những ngôn ngữ Đồng-Thủy đông người nói hơn cả là tiếng Đồng (Kam), với hơn một triệu người nói, tiếng Mục Lão (Mulam), tiếng Mao Nam, và tiếng Thủy. Những ngôn ngữ Kam–Sui khác là tiếng Cẩm (Ai-Cham), tiếng Mạc, tiếng Dương Quang (T’en), và tiếng Trà Động (ngôn ngữ Đồng-Thủy được phát hiện gần đây nhất). Dương (2000) xem tiếng Cảm và tiếng Mạc là phương ngữ của cùng một ngôn ngữ.
Graham Thurgood (1988) đề ra phân loại ước chừng sau cho ngữ chi Đồng-Thủy. Tiếng Trà Động, một ngôn ngữ được nhà ngôn ngữ học Lý Cẩm Phương phát hiện cách nay không lâu, được xếp vào cây phát sinh dưới. Nó có quan hệ gần với tiếng Mao Nam. Tiếng Thảo Miêu và tiếng Dao Na Khê cũng được xếp vào.
|  | Mục Lão                           |
|  |                                   |
|  | Đồng (Kam), Thảo Miêu, Dao Na Khê |
|  |                                   |

|  | Mao Nam  |
|  |          |
|  | Trà Động |
|  |          |

|  | Mạc           |
|  |               |
|  | Cẩm (Ai-Cham) |
|  |               |

|  | Mao Nam  |
|  |          |
|  | Trà Động |
|  |          |

|  | Mạc           |
|  |               |
|  | Cẩm (Ai-Cham) |
|  |               |

|  | Mao Nam  |
|  |          |
|  | Trà Động |
|  |          |

|  | Mạc           |
|  |               |
|  | Cẩm (Ai-Cham) |
|  |               |

|  | Mao Nam  |
|  |          |
|  | Trà Động |
|  |          |

|  | Mạc           |
|  |               |
|  | Cẩm (Ai-Cham) |
|  |               |

|  | Mục Lão                           |
|  |                                   |
|  | Đồng (Kam), Thảo Miêu, Dao Na Khê |
|  |                                   |

|  | Mao Nam  |
|  |          |
|  | Trà Động |
|  |          |

|  | Mạc           |
|  |               |
|  | Cẩm (Ai-Cham) |
|  |               |

|  | Mao Nam  |
|  |          |
|  | Trà Động |
|  |          |

|  | Mạc           |
|  |               |
|  | Cẩm (Ai-Cham) |
|  |               |

|  | Mao Nam  |
|  |          |
|  | Trà Động |
|  |          |

|  | Mạc           |
|  |               |
|  | Cẩm (Ai-Cham) |
|  |               |

|  | Mao Nam  |
|  |          |
|  | Trà Động |
|  |          |

|  | Mạc           |
|  |               |
|  | Cẩm (Ai-Cham) |
|  |               |